# Liste des députés européens d'Autriche de la 10e législature
Cet article présente la liste des députés européens d'Autriche de la 10e législature (2024-2029).

## Répartition partisane
| Groupe | Groupe | Groupe                                                                          | Sièges | Parti(s) | Parti(s)                                               | Parti(s) européen | Parti(s) européen         | Sièges |
| ------ | ------ | ------------------------------------------------------------------------------- | ------ | -------- | ------------------------------------------------------ | ----------------- | ------------------------- | ------ |
|        |        | Patriotes pour l'Europe (PfE)                                                   | 6 / 20 |          | Parti de la liberté d'Autriche (FPÖ)                   |                   | PID                       | 6      |
|        |        | Groupe du Parti populaire européen (PPE)                                        | 5 / 20 |          | Parti populaire autrichien (ÖVP)                       |                   | PPE                       | 5      |
|        |        | Alliance progressiste des socialistes et démocrates au Parlement européen (S&D) | 5 / 20 |          | Parti social-démocrate d'Autriche (SPÖ)                |                   | PSE                       | 5      |
|        |        | Groupe des Verts/Alliance libre européenne (Verts/ALE)                          | 2 / 20 |          | Les Verts - L'Alternative verte (Grüne)                |                   | Parti vert européen (EGP) | 2      |
|        |        | Renew Europe (RE)                                                               | 2 / 20 |          | NEOS - La nouvelle Autriche et le Forum libéral (NEOS) |                   | ALDE                      | 2      |

## Liste des députés européens
Composition de la délégation des députés européens français actuels prenant en compte les éventuelles modifications.
| Nom                 | Parti | Parti                                           | Groupe parlementaire européen | Groupe parlementaire européen | Portrait |
| ------------------- | ----- | ----------------------------------------------- | ----------------------------- | ----------------------------- | -------- |
| Elisabeth Dieringer |       | Parti de la liberté d'Autriche                  |                               | PfE                           |          |
| Roman Haider        |       | Parti de la liberté d'Autriche                  |                               | PfE                           |          |
| Gerald Hauser       |       | Parti de la liberté d'Autriche                  |                               | PfE                           |          |
| Georg Mayer         |       | Parti de la liberté d'Autriche                  |                               | PfE                           |          |
| Petra Steger        |       | Parti de la liberté d'Autriche                  |                               | PfE                           |          |
| Harald Vilimsky     |       | Parti de la liberté d'Autriche                  |                               | PfE                           |          |
| Alexander Bernhuber |       | Parti populaire autrichien                      |                               | PPE                           |          |
| Sophia Kircher      |       | Parti populaire autrichien                      |                               | PPE                           |          |
| Reinhold Lopatka    |       | Parti populaire autrichien                      |                               | PPE                           |          |
| Lukas Mandl         |       | Parti populaire autrichien                      |                               | PPE                           |          |
| Angelika Winzig     |       | Parti populaire autrichien                      |                               | PPE                           |          |
| Elisabeth Grossmann |       | Parti social-démocrate d'Autriche               |                               | S&D                           |          |
| Hannes Heide        |       | Parti social-démocrate d'Autriche               |                               | S&D                           |          |
| Evelyn Regner       |       | Parti social-démocrate d'Autriche               |                               | S&D                           |          |
| Andreas Schieder    |       | Parti social-démocrate d'Autriche               |                               | S&D                           |          |
| Günther Sidl        |       | Parti social-démocrate d'Autriche               |                               | S&D                           |          |
| Lena Schilling      |       | Les Verts - L'Alternative verte                 |                               | Verts/ALE                     |          |
| Thomas Waitz        |       | Les Verts - L'Alternative verte                 |                               | Verts/ALE                     |          |
| Helmut Brandstätter |       | NEOS - La nouvelle Autriche et le Forum libéral |                               | RE                            |          |
| Anna Stürgkh        |       | NEOS - La nouvelle Autriche et le Forum libéral |                               | RE                            |          |